# Elkhart (Kansas)
Elkhart és una població dels Estats Units a l'estat de Kansas. Segons el cens del 2000 tenia 2.233 habitants.

## Demografia
Segons el cens del 2000, Elkhart tenia 2.233 habitants, 854 habitatges, i 610 famílies. La densitat de població era de 466 habitants/km².
Dels 854 habitatges en un 36,2% hi vivien nens de menys de 18 anys, en un 61,9% hi vivien parelles casades, en un 7,4% dones solteres, i en un 28,5% no eren unitats familiars. En el 26,1% dels habitatges hi vivien persones soles el 10,4% de les quals corresponia a persones de 65 anys o més que vivien soles. El nombre mitjà de persones vivint en cada habitatge era de 2,55 i el nombre mitjà de persones que vivien en cada família era de 3,08.
Per edats la població es repartia de la següent manera: un 28% tenia menys de 18 anys, un 9% entre 18 i 24, un 27,4% entre 25 i 44, un 20,8% de 45 a 60 i un 14,8% 65 anys o més.
L'edat mediana era de 36 anys. Per cada 100 dones de 18 o més anys hi havia 88,2 homes.
La renda mediana per habitatge era de 37.333 $ i la renda mediana per família de 43.548 $. Els homes tenien una renda mediana de 33.333 $ mentre que les dones 19.792 $. La renda per capita de la població era de 17.900 $. Entorn del 7,3% de les famílies i el 9,3% de la població estaven per davall del llindar de pobresa.

## Poblacions més properes
El següent diagrama mostra les poblacions més properes.